# Conseil national des villes
 (novembre 2019).
Le Conseil national des villes (CNV) est une instance consultative en France créée le 28 octobre 1988 par décret du président de la République française (décret no 88-1015) pour la politique de la ville et la gestion urbaine. C'est une instance mixte - comportant des élus et des habitants - qui n'a pas de personnalité morale.
Ces modalités d'études et recherches sont inscrites dans les directives de l'Union européenne et communes au Conseil de l'Europe.

## Histoire de la politique de la ville après 1960
La résorption de l'habitat insalubre et des bidonvilles est en France la préoccupation majeure des politiciens lorsque, dans l'immédiate après-guerre, l'activité industrielle parvient à être rétablie, et que s'ensuit la décentralisation.
L'urbanisme opérationnel amène alors des discontinuités de développement entre la ville et la banlieue et aussi le rural qui ne fournit plus le maraîchage (traditionnel depuis des siècles) mais des terrains de ZUP, ZAC et ZAD.
La crise dans laquelle la ville entre correspond à un épannelage (dû à la technique de construction en béton armé) choisi par ceux qui n'étaient considérés que comme des seconds couteaux de la vie politicienne de reconstruction.
La période des années 1970 transforme profondément la structure de l'habitat qui passe de l'urbanisme très dense reconstruit après-guerre par l'État aménageur avec la DATAR pendant les Trente Glorieuses, à la périurbanisation (anciennement structurée par le carrefour du centre ville et disparate en dehors). Cette zone péri-urbaine est maintenant composée de lotissements pavillonnaires aménagés  par les communes promotrices de ces lotissements (de rurbanisation « malgré le renchérissement des coûts de l’énergie ») correspondant à la migration ouvrière et dépendantes des projets d’aménagement rural (PAR) avec la SAFER.
Cette période 1970 a abouti à la constitution de la communication par laquelle « les « aménagés » prennent de plus en plus la parole et où, en liaison avec l'Europe et le Monde, montent en puissance les villes et les régions. » en commençant par la structuration des besoins territoriaux par les collectivités locales, personnes morales.
« Six périodes semblent devoir constituer l’ossature d’une chronologie de la politique de la « ville générique ». Précisons que le début de chaque période ne constitue pas une rupture par rapport à la précédente, et que les frontières entre elles ne sont pas strictement délimitées :
- première période de 1977 à 1981 : les ancêtres de la politique de la ville, avec « Habitat et vie sociale » (HVS) 
[La plupart des villes moyennes ne sont pas concernées[9]. Dans les grandes villes on part du constat de la « dangerosité » des grands ensembles[10] avec les foyers des HLM comportant des besoins de transport non satisfaits et une ségrégation de fait de la population, et d'une nouvelle forme d'émeute « réprimée » (loi anti-casseurs) lors de l'expression des besoins] ;
- 1982 à 1984 : l'expérimentation, le développement social des quartiers comme laboratoire 
Changement de régime gouvernemental] ;
- 1985 à 1989 : le développement de l'expérimentation 
[avec le Conseil National des Villes] ;
- 1990 à 1993 : la politique de la ville s'institutionnalise 
La population réinvestit les villes pour lutter contre l'éloignement urbain et son coût (l’étalement)[11] ;
- 1994 à 1998 : du quartier à la ville avec le contrat de ville ;
- 1999 à 2010 : de la ville à l’agglomération ; la nouvelle génération des contrats de ville [jusqu'en 2006] 
Le CNV est contesté politiquement dans son efficacité a fournir une aide une budgétisée fiable prévisionnelle « Le CNV propose mais ne dispose d'aucune clé de décision ou de budget d'action. »[12].] » 
——Jérôme David, Politique de la ville : chronologie, dans Revue française des affaires sociales, 2001[13].

Une septième période 2010-2020 s'ajoute à la politique de la ville après la crise du Covid et les difficultés rencontrées par une mise en place d'une France sans guichet autre que numérique, ce qui repositionne la hiérarchie des activités économiques et du mode de vie. Dans cette période, où on constate un changement climatique, est remis en question le droit de délivrer un permis de construire à la suite des nombreuses inondations alternées avec un manque d'eau. La méthode élaborée au XXe siècle par l'ingénierie informatique (SIG des réseaux d'adduction sur voirie insérée dans le patrimoine cadastral) était défaillante face aux dérives politiques — « influence des jeux d’acteurs dans la retranscription de la norme territoriale » — dans la gestion des zones à bâtir et des zones non constructibles.
Ce qui était du ressort du plan pour les taxes et l'imposition de l'habitat principal en regard de l'imposition de l'habitat secondaire est du ressort de France Stratégie (organisme régalien à budget annuel depuis 2013) dont le terme de « plan » reste employé pour désigner certains projets nationaux pluriannuels : « plan France Très Haut Débit (2013-2022), plans autisme, plan Cancer, plan pluriannuel de lutte contre la pauvreté et pour l'inclusion sociale (2013-2017) ».
Après la loi ALUR qui suit la loi SRU, un haut-commissaire est nommé à partir de 2020 pour contrebalancer la prédominance des économistes sur les urbanistes-architectes dans l'étude de l'avenir pour les villes. Il s'agit entre autres de prendre en compte le vieillissement de la population par l'Allocation personnalisée d'autonomie (APA), en allant plus loin que la construction de maisons médicalisées, c'est-à-dire en envisageant une rénovation en profondeur de l'architecture des habitations construites et possédées individuellement ; ce problème est suivi par le département dans la région.
En 2023, les acteurs de la politique de la ville en France sont, selon l'Agence nationale de la cohésion des territoires, les :
- Conseil national des villes
- Conseils citoyens[18]
- Réseau de l’État de la politique de la ville[19]
- Le pacte de Dijon avec les collectivités territoriales[20]
- Centres de ressources de la politique de la ville[21]
- Observatoire national de la politique de la ville[22].

Dans cette dernière décennie, dans des villes moyennes jusque là préservées, l'économie parallèle des produits interdits se présente chez elles comme plaques tournantes de distribution des mégapoles. Et réapparaissent fortement les désordres violents sociaux destructeurs dont il est usuel de dire qu'ils viennent de l'architecture et de la ville.

## Organisation du Conseil National des Villes
Le CNV est une instance autonome de réflexion qui est chargée de conseiller et d'orienter le gouvernement sur des questions liées à la politique de la ville et aux luttes contre les discriminations. Elle est placée sous la présidence du Premier ministre.
Ses membres, presque tous bénévoles (quelques détachés du ministère de la Justice et de la Caisse des dépôts et consignations), sont nommés par arrêté du Premier ministre. Cette nomination est valide pour une durée de trois ans et renouvelable une seule fois. Le secrétariat de l'instance est rattaché à l'Agence nationale de la cohésion des territoires (ANCT) (anciennement Commissariat général à l’égalité des territoires (CGET)).

### Historique et missions
Le 28 octobre 1988, pour la politique de la ville et la gestion urbaine le Conseil National des Villes est créé en même temps que le Comité interministériel des villes (CIV) dont il est une commission consultative, et dont les objectifs sont la concertation et la remise d'un rapport.
Le Conseil national des villes se composait alors de deux collèges : un collège de 25 élus locaux et un collège de 15 personnalités.
L'instance a été réformée à plusieurs reprises : Le décret du 3 janvier 2002 (décret no 2002-7) a permis d'introduire un troisième collège de représentants d'associations et d'organismes en lien avec la politique de la ville en plus des deux collèges préexistants. Le Conseil National des Villes est donc passé de quarante membres à cinquante-cinq. Le décret a également introduit de nouvelles priorités à prendre en compte par les membres du CNV : la prévention de la délinquance et la démocratie locale.
L'Agence nationale de la cohésion des territoires porte, tel que disposé dans la loi du 21 février 2014 de programmation pour la ville et la cohésion urbaine, le secrétariat général du Conseil National des Villes. Le décret no 2015-77 du 27 janvier 2015 donne une nouvelle ambition au CNV dont l'élargissement de ses champs de réflexions avec la lutte contre les discriminations et la création d'un quatrième collège composé d'habitants de quartiers prioritaires de la politique de la ville (QPV).
Les membres du CNV sont désignés par arrêté ministériel par le Premier ministre pour une durée de 3 ans, renouvelable 1 fois.
Le Conseil National des Villes a pour mission d'émettre des propositions, avis et recommandations sur les orientations de la politique de la ville et sur sa mise en œuvre sur le territoire national. L'instance « concourt à la conception, à l'élaboration et au suivi de la politique de la ville » avec pour mission principale de conseiller le gouvernement sur la mise en place de politiques publiques en faveur des quartiers prioritaires.
Le CNV contribue par ses propositions, avis ou recommandations,  à la définition du cadre et des orientations des relations contractuelles entre l’État et les collectivités territoriales dans tous les champs de la politique de la ville et de la lutte contre les discriminations.
Pour cela, l'instance organise régulièrement des groupes de réflexions rassemblant les membres qui la compose pour produire des avis qu'elle adopte en séance d'Assemblée plénière et qu'elle remet aux ministres.
Le 20 février 2019, le CNV renouvelle partiellement ses membres pour une nouvelle mandature et se compose actuellement de 64 membres (16 membres dans chacun des quatre collèges).
En 2019, le Ministre chargé de la ville et du logement, Julien Denormandie, a souhaité confier au CNV le pilotage d'un groupe de réflexion dénommé « Comité national de suivi des conseils citoyens » (CNSCC) dont la présidence est assurée par Hélène Geoffroy, maire de Vaulx-en-Velin et ex-secrétaire d’État à la politique de la ville, ainsi que l'évaluation de la feuille de route gouvernementale sur la mobilisation nationale en faveur des habitants des quartiers.
Le secrétariat général du Conseil National des Villes se situe au 20, avenue de Ségur dans le 7e arrondissement de Paris.

### Composition
Le Conseil National des Villes se compose  depuis 2019 désormais de 64 membres répartis en 4 collèges, chacun paritaire :
- Un collège d'élus regroupant 12 membres titulaires de mandats nationaux ou locaux représentants des collectivités locales ou de leurs groupements signataires des contrats de ville et 4 membres, chacun désignés par leurs assemblées (Assemblée Nationale - Sénat) ;
- Un collège d'acteurs économiques et sociaux regroupant 16 acteurs impliqués quotidiennement dans la mise en œuvre de la politique de la ville dans les territoires ;
- Un collège de personnalités qualifiées regroupant 16 personnalités connues pour leurs implications dans les quartiers prioritaires de la politique de la ville
- Un collège d'habitants regroupant 16 membres chacun résidant dans un quartier prioritaire de la politique de la ville, majoritairement conseillers citoyens

Un Bureau est désigné pour prendre les décisions d'orientation de l'instance. Il se compose de deux vice-présidents, désignés par le Premier ministre, un élu et de trois membres élus par chacun des trois collèges.
Un secrétariat général assure toutes les missions administratives de l'instance, un rôle de veille sur les différents thèmes traités et impulse les échanges et débats entre les différents collèges visant à produire des avis, notes et recommandations destinés au gouvernement. Il se compose d'une secrétaire générale, d'une secrétaire générale adjointe et d'une assistante.

## Fonctionnement
Le Conseil national des villes peut être saisi par le Premier ministre, par le Ministre de la cohésion des territoires et des relations avec les collectivités territoriales, par le ministre chargé de la ville et du logement, par les membres du comité interministériel des villes ou par la majorité de ses membres sur toute question entrant dans son champ de compétence.
Le CNV publie chaque année un rapport annuel, remis au Parlement.
Le budget du Conseil national des villes est disponible dans les rapports annuels de l'instance.

### Vice-présidents
Les vice-présidents co-président les Assemblées plénières, en l’absence de Premier ministre ou de son représentant, ainsi que les réunions du Bureau.
Ils veillent au fonctionnement régulier du Bureau et du Conseil dans son ensemble et prennent part aux groupes de travail. Ils sont tenus informés de toute question relative à la gestion courante du Conseil et de son secrétariat général.
Ils veillent à la collégialité des débats et à l’équilibre des expressions. Ils aident à la préfiguration du programme de travail lors de l’Assemblée plénière constitutive, arbitrent les priorités et le finalisent en lien avec le Bureau. Le programme de travail est régulièrement actualisé. Ils présentent le budget annuel, le bilan d’activités, le règlement intérieur à l’Assemblée plénière. Ils portent les projets d’études au comité d’orientation de l'ONPV.
Ils assurent la représentation et la communication du Conseil à l’extérieur et dans les différentes instances dans lesquelles ils sont conviés. Ils peuvent désigner au sein du Conseil les membres chargés de les y représenter.

### Bureau
Le Bureau assure le suivi et la coordination des travaux des groupes de travail qu'il présente à l'Assemblée plénière pour adoption. Les membres du bureau sont impliqués dans un ou plusieurs groupes de travail. Il est garant de la bonne exécution de l'ensemble des décisions.
Les huit membres du Bureau sont membres de droit du Comité d'orientation de l’Observatoire national de la politique de la ville (ONPV), conformément au titre III, article 9, alinéa1, a – du décret 205-77 du 27 janvier 2015.

### Assemblée Plénière
Le Conseil national des villes se réunit au moins quatre fois par an en Assemblée plénière.
L’Assemblée plénière valide le programme de travail et le règlement intérieur du Conseil proposés par les vice-présidents.
L’Assemblée plénière approuve la proposition de budget prévisionnel annuel dans le cadre de l'enveloppe assignée par l'ANCT. Elle valide en fin d’année son exécution, ainsi que  le rapport annuel d’activité du Conseil.
L'Assemblée plénière est l'instance décisionnelle du CNV, elle a pour objectif d'échanger, de voter et d'arrêter les décisions de manière collégiale sur la base des propositions et des réflexions des groupes de travail. Tous les avis, recommandations ou documents conclusifs des travaux lui sont soumis pour adoption. Elle évalue les suites qui sont données aux propositions, avis et recommandations émis.

### Secrétariat Général
Le secrétariat général est une équipe permanente dédiée au Conseil national des villes. Il se compose d'une secrétaire générale, d'une secrétaire générale adjointe, d'un ou plusieurs chargés de projets, d'une assistante de direction. Il accueille régulièrement des stagiaires en études supérieures.
Le secrétariat apporte les moyens techniques et veille à la cohérence et au suivi des dossiers. Pour cela, le secrétariat général organise et prend part aux différentes manifestations de l'instance (Assemblée Plénière, Bureau, Séminaire...); accompagne dans le pilotage les différents groupes de travail pour traiter les saisines et auto-saisines (travail de recherche, aide à la rédaction des documents, rédaction des comptes rendus des réunions publiques, organisation des réunions contributives, etc.) ; communique et représente le CNV auprès de l'administration, des acteurs territoriaux, des partenaires, des organisations internationales et de la presse.

## Mandature

### Composition 2021-2022
- Vice présidence : 
  - Fabienne Keller, conseillère municipale de Strasbourg, conseillère eurométropolitaine de Strasbourg, députée européenne[28]
  - Hélène Geoffroy, maire de Vaulx-en-Velin, vice-présidente de la métropole de Lyon déléguée à l'égalité des territoires

### Composition 2019 - 2022[27],[29]
- Vice présidence :
  - Fabienne Keller, Conseillère municipale de Strasbourg, Conseillère eurométropolitaine de Strasbourg, Députée européenne[28]
  - Patrick Braouezec, Président de l'établissement public territorial de Plaine Commune

### Composition 2015 - 2018[30],[31]
- Vice présidence :
  - Valérie Létard, conseillère régionale des Hauts-de-France, sénatrice du Nord.
  - Olivier Klein, maire de Clichy-sous-Bois

### Composition  2010 - 2013[32]
- Vice présidence :
  - Nathalie Appéré, députée de la 2e circonscription d’Ille-et-Vilaine
  - Xavier Lemoine, maire de Montfermeil

### Composition 2006 - 2009
- Vice présidence :
  - Agathe Cahierre,
  - Maurice Charrier, maire de Vaulx-en-Velin

### Compostion 2002 - 2005
- Vice présidence
  - Véronique Fayet, adjointe au maire de Bordeaux chargée du développement social et de la politique de la ville
  - Claude Dilain, maire de Clichy-sous-Bois, conseiller régional de la Seine-Saint-Denis

### Composition 1998 - 2001
- Vice présidence :
  - Gilles de Robien, maire d'Amiens
  - Laurent Cathala, député de la 2e circonscription du Val-de-Marne